# 安川眞慈
安川 眞慈（やすかわ しんじ、1960年 - ）は、日本の書画作家。

## 人物
- 大阪府出身。
- 佛教大学文学部中国文学科卒業。
- 第45回毎日書道展において秀作賞受賞、第55回毎日書道展において毎日賞受賞、第56回毎日書道展において毎日賞受賞。
- 奈良県展において知事賞、奈良市長賞、奈良県市町村会長賞を受賞。

## 著書
- 「書と画のハーモニー」
- 「笑福満福」
- 「しあわせワンワンCard Book」
- 「墨彩の年賀状」
- 「十二支七福神」
- 「犬も歩けば・・」
- 「星になった福ジロー」
- 「しん太の音遊び」